# Набережно-Корчуватська вулиця
На́бережно-Корчува́тська ву́лиця — вулиця в Голосіївському районі міста Києва, місцевість Корчувате. Пролягає від початку забудови до Новопирогівської вулиці.
Прилучаються Набережний провулок, вулиця Плещєєва та місток через протоку Коник до Галерної вулиця.

## Історія
Виникла в 1-й половині XX століття під назвою На́бережна вулиця. Сучасну назву отримала у 1958 році.

## Установи та заклади
- Середня загальноосвітня школа № 273 (94-а)
- Поштове відділення № 45.
- Коледж Національної Академії педагогічних наук України.
- Поліклініка сімейної медицини.
- Міський клуб юних моряків.
- Дитяча бібліотека мікрорайону Корчувате.

## Екологія
Вулиця, розташована безпосередньо на березі великої затоки Дніпра, практично щороку на певних ділянках зазнає підтоплень. Під час великих повеней у 1970 та 1979 роках вулиця була практично повністю затоплена. Мешканці прилеглих будинків були тимчасово евакуйовані в безпечні місця.